# Метансульфоновий ангідрид
Метансульфоновий ангідрид (Ms2O) — кислотний ангідрид метансульфонової кислоти. Як і метансульфоніл хлорид (MsCl), він може бути використаний для отримання мезилатів (метансульфонілових ефірів).

## Отримання та очищення
Метансульфоновий ангідрид можна одержати шляхом дегідратації метансульфонової кислоти пентоксидом фосфору.
P2O5 + 6CH3SO3H → 3(CH3SO2)2O + 2H3PO4
Його також можна очистити перегонкою під вакуумом (перегонка твердої речовини) або перекристалізацією з метил-трет-бутилового етеру або толуену.

## Реакції та застосування в синтезі
Проходження хлороводню через розплавлений метансульфоновий ангідрид дає метансульфоніл хлорид.
Подібно до метансульфоніл хлориду, метансульфоновий ангідрид може здійснювати мезилювання спиртів з утворенням сульфонатів. Використання Ms2O дозволяє уникнути алкілхлориду, який часто з'являється як побічний продукт при використанні MsCl. На відміну від метансульфоніл хлориду, метансульфоновий ангідрид може бути непридатним для мезилювання ненасичених спиртів.
Приклади мезилювання спиртів за допомогою метансульфонового ангідриду:
- Октадецилметансульфонат був отриманий з 1-октадеканолу в піридині.[5]
- Вторинний спирт на аномерному вуглеці 2,3,4,5-O-бензил-захищеної глюкози прореагував з утворенням глікозилмезилату, який виявився більш стабільним, ніж його трифлатний аналог, у 2,4,6-колідіні.[6]

Ms2O також перетворює аміни на сульфонаміди.

### Ароматичне сульфонування
За допомогою каталізатора кислоти Льюїса метилсульфонування арильного кільця за Фріделем-Крафтсом може бути досягнуто Ms2O. На відміну від MsCl, як активовані, так і дезактивовані похідні бензену можуть утворювати відповідні сульфонацини із задовільними виходами з метансульфонового ангідриду.
Приклади ароматичного сульфонування метансульфонового ангідриду:
- Сульфонування хлорбензену призвело до приєднання метилсульфонільної групи в пара- та орто-положеннях (по відношенню до хлориду) у співвідношенні 2 до 1 відповідно; тоді як реакція з мета-дихлорбензеном давала моносульфонілований продукт у положенні С4.[8]
- За допомогою сірчаної кислоти синтезовано ді-арил сульфони.[9]

### Естерифікація
Метансульфоновий ангідрид каталізує естерифікацію спиртів карбоновими кислотами. 2-нафтилацетат отримували з 2-нафтолу та крижаної (безводної) оцтової кислоти в присутності Ms2O. Обидва спирти на етиленгліколі успішно бензоїлюються бензойною кислотою та метансульфоновим ангідридом. Однак для вільних спиртів на моносахаридах ацетилювання не було завершено.

### Окиснення спиртів
Подібно до окиснення Пфіцнера-Моффата та окиснення Сверна, за допомогою ДМСО, метансульфоновий ангідрид може окиснювати первинні та вторинні спирти до альдегідів і кетонів, відповідно, у ГМФТА. Цей метод стосується бензилового спирту. ГМФТА можна замінити дихлорометаном, але це може призвести до більшої кількості побічних продуктів.